# Ranunculus unguis-cati
Ranunculus unguis-cati är en ranunkelväxtart som beskrevs av Peter Hadland Davis. Ranunculus unguis-cati ingår i släktet ranunkler, och familjen ranunkelväxter. Inga underarter finns listade i Catalogue of Life.